# Лиларкий
Лиларкий (др.-греч. ΛIΛAΡKII) — возможно, правитель кельтского царства во Фракии III века до н. э.
О Лиларкии известно из обнаруженного фракийского нумизматического материала с его именем. На аверсе изображена голова Александра Македонского в облике Геракла с львиной шкурой. На реверсе — сидящий на троне Зевс с орлом и скипетром. По замечанию Гиезеке, её можно отождествить с главной богиней в Кабиле, где, вероятно, и была отчеканена монета. В. Фишер-Боссерт посчитал, что Лиларкий, как и Орсоалт, были фракийскими правителями. По мнению Б. Дидриха, они могли являться властителями Тилиса. О. Л. Габенко отметил, что, видимо, Лиларкий, чьё имя является «совершенно загадочным», был одним из предшественников последнего правителя галльского царства во Фракии Кавара. По замечанию Гиезеке, возможно, Лиларкий — это искаженное написание на кельтском языке имени Александра. Но если он и являлся фракийским правителем, то властвовал в окрестностях Тилиса и оказывал влияние на политику Кавара.